# Tides of Man
Tides of Man is een Amerikaanse postrockband die in 2008 in Tampa, Florida opgericht werd.

## Leden
Huidige leden
- Spencer Gill - lead guitar (2008–heden), zanger (2008-2010)
- Josh Gould - drummer (2008–heden)
- Alan Jaye - bass guitar (2008–heden)
- Daniel Miller - rhythm guitar (2011–heden)

Sessieleden
- Spencer Bradham - piano (2012–heden)

Vroegere leden
- Tilian Pearson - zanger, gitarist, pianist (2008-2010)
- Adam Sene - gitarist (2008-2010)

Tijdslijn

## Discografie
Studioalbums
- Empire Theory (Rise, 2009)
- Dreamhouse (Rise, 2010)
- Young and Courageous (2014)

Ep's
- Tides of Man (2008)

## Muziekvideo's
- "Not My Love 2" geregisseerd door Caleb Mallery
- "We Were Only Dreaming" geregisseerd door James Rockwell